# Bulion (zupa)

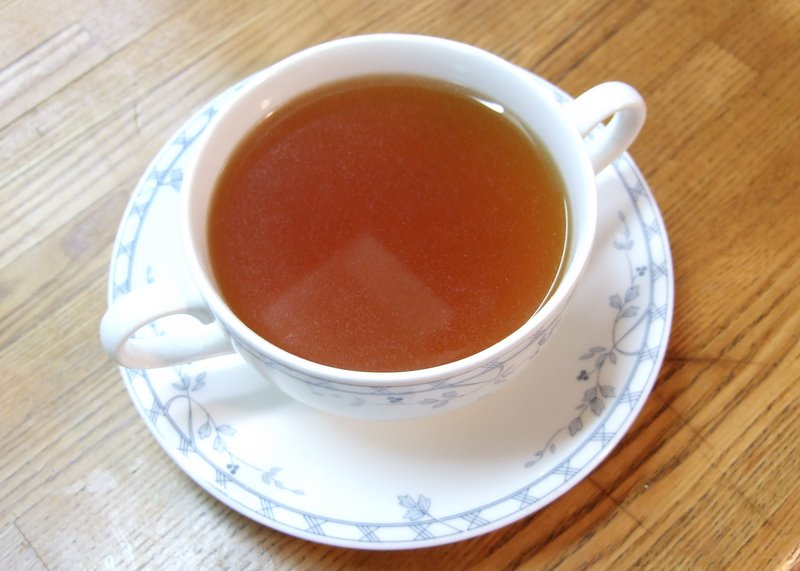
Bulion z drobiu podany w bulionówce

Bulion (z fr. bouillon) – rodzaj zupy, mocny, odtłuszczony wywar (rosół) mięsno-warzywny.

## Charakterystyka
Na bulion przeznacza się mięso z kośćmi (wołowe, wieprzowe, cielęce, z dziczyzny, z drobiu lub z ryb). Kości należy przed gotowaniem porąbać – szpik kostny i chrząstki mają istotny wpływ na smak potrawy. Wodę daje się w ilości mniejszej w stosunku do ilości mięsa. Zupę gotuje się na wolnym ogniu i proces ten trwa od 2 do nawet 12 godzin. W tym czasie nie należy jej szumować. Gdy ostygnie należy zebrać z niej tłuszcz i przecedzić ją przez sito. Na koniec bulion klaruje się za pomocą białka jaja kurzego.
Gotowy bulion jest esencjonalny i nieco gęsty (w porównaniu do typowych wywarów i rosołów). Jest zupą zaliczaną do czystych (klarownych), podawaną w bulionówkach. Wywar podaje się na zimno lub na ciepło, z dodatkami takimi jak groszek ptysiowy, paszteciki, grzybek lub (gdy na ciepło) wybite do szklanki surowe żółtko. Buliony stanowią podstawę większości sosów gorących.
W międzynarodowej terminologii gastronomicznej stosuje się francuskojęzyczne nazewnictwo (zob. consommé).
Bulion jest bogaty w składniki odżywcze, w tym w kolagen. Dawniej (od XII wieku) stosowany był jako remedium na wszelkie dolegliwości i jako środek na wzmocnienie odporności. Do Polski trafił w XVIII wieku, z Francji.